# Josip Čop
Josip Čop (Varasd, 1954. október 14. –) jugoszláv válogatott horvát labdarúgó, hátvéd, sportvezető.

## Pályafutása

### Klubcsapatban
1975–76-ban az NK Varteks, 1976 és 1983 között az NK Zagreb, 1983–84-ben a Hajduk Split labdarúgója volt. A Hajdukkal jugoszláv kupagyőztes lett. 1984 és 1986 között az osztrák Sturm Graz játékosa volt.

### A válogatottban
1984-ben két alkalommal szerepelt a jugoszláv válogatottban. Részt vett az 1984-es franciaországi Európa-bajnokságon.

### Sportvezetőként
1996 és 1998 között a horvát labdarúgó-szövetség főtitkára volt. 2005 óta a Horvát Olimpiai Bizottság főtitkáraként tevékenykedik.

## Sikerei, díjai
Hajdk Split
- Jugoszláv kupa
  - győztes: 1984